# Husillo de extrusión

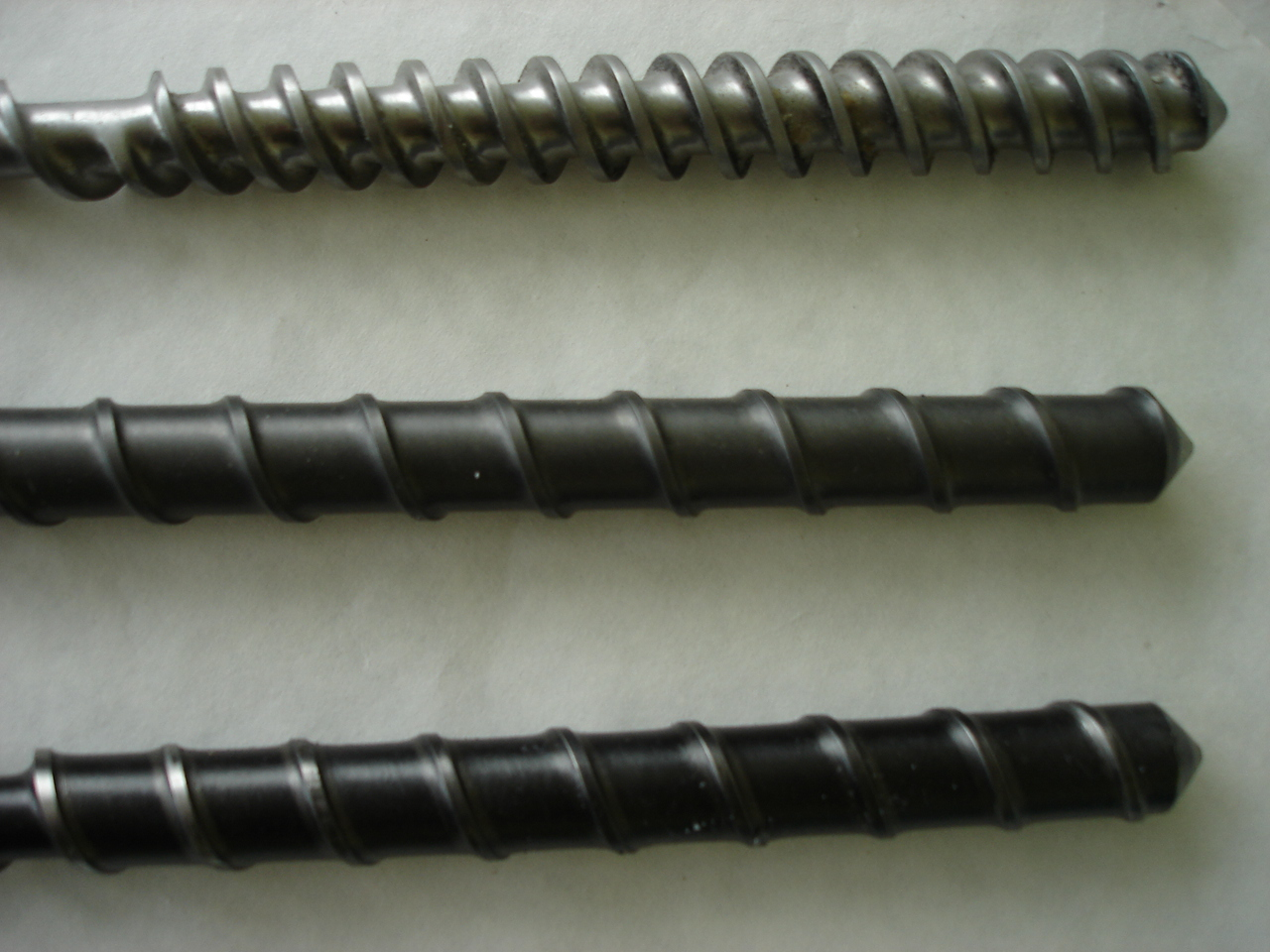
Detalle de la parte final de husillos de laboratorio utilizados para extrusión de termoplásticos.

El husillo de extrusión es básicamente un tornillo de Arquímedes fijado por un extremo a un motor que lo hace girar a una velocidad angular previamente decidida en los procesos de Moldeo por inyección y extrusión. Este husillo tiene un canal separado por álabes que sirven para cortar y empujar el flujo. Sus formas y diseños son muy diferentes, dependiendo del polímero que se desee procesar. En ingeniería de polímeros no es común hablar de las características matemáticas de estos modelos, sino que se habla de un husillo de tipo Nylon o de Polietileno o de PVC, etc.